# Adolph Eduard Grube
Adolph Eduard Grube (ur. 18 maja 1812 w Królewcu, zm. 23 czerwca 1880 we Wrocławiu) – niemiecki zoolog i nauczyciel akademicki, rektor Uniwersytetu Wrocławskiego.
W swoim rodzinnym mieście ukończył Collegium Fridericianum, a następnie tamtejszy uniwersytet, gdzie uzyskał doktorat w roku 1834, habilitację w 1837 oraz tytuł profesora nadzwyczajnego w 1843 r. Od 1844 był profesorem na Uniwersytecie Dorpackim, w 1856 r. przeniósł się na analogiczne stanowisko na Uniwersytet Wrocławski, gdzie pracował do śmierci. We Wrocławiu, oprócz obowiązków profesorskich, przez cały swój pobyt piastował także funkcję dyrektora Muzeum Zoologicznego, znacząco rozbudowując kolekcję muzealną m.in. o eksponaty przywiezione z własnych, licznych podróży badawczych nad Morze Śródziemne, Adriatyk i nad Atlantyk. Ponadto w latach akademickich 1859/60 oraz 1879/1880 był dziekanem Wydziału Filozoficznego UWr, a w 1863 został wybrany na jednoroczną kadencję rektora wrocławskiej uczelni.
Specjalizował się w badaniach bezkręgowców, zwłaszcza wieloszczetów. Ustanowił przeszło 800 nieznanych wcześniej gatunków, napisał ponad 100 publikacji naukowych. W 1841 wybrano go na członka Leopoldiny, był też członkiem korespondentem rosyjskiej Cesarskiej Akademii Nauk, członkiem Gesellschaft Deutscher Naturforscher und Ärzte oraz Śląskiego Towarzystwa Kultury Ojczystej. A. Grube został uhonorowany w nazwie liścionoga Chirocephalus grubei.
Uczniem Grubego był polski przyrodnik Benedykt Dybowski. Po tym, gdy Dybowski za udział w powstaniu styczniowym otrzymał od władz carskich wyrok śmierci, prof. Grube interweniował u cesarza niemieckiego, co doprowadziło do zmiany wyroku Dybowskiego na zesłanie nad Bajkał.
A. Grube był żonaty z Polką Józefiną Schäfer, miał syna Oskara, sądzonego za pomoc powstańcom styczniowym.

## Wybrane prace Grubego
- 1850. "Die Familien der Anneliden". Archiv für Naturgeschichte Berlin, 16(1): 249–364[5]

1866 "Beschreibungen neuer von der Novara-Expedition mitgebrachter Anneliden und einer neuen landplanarie". Verhandlungen der kaiserlich-königlichen zoologisch-botanischen Gesellschaft in Wien 16: 173–184.
- 1866 "Eine neue Annelida, zunächst einer nordischen, in der Nähe der Ophelien und Scalibregmen zu stellenden Annelide, Euzonus arcticus". Jahresbericht der Schlesischen Gesellschaft für vaterländische Kultur 43: 64–65.
- 1866 "Neue Anneliden aus den Gattungen Eunice, Hesione, Lamprophaes, und Travisia". Jahresbericht der Schlesischen Gesellschaft für vaterländische Kultur 44: 64-66.
- 1866 "Resultate einer Revision der Euniceen". Jahresbericht der Schlesischen Gesellschaft für vaterländische Kultur 44: 66–68.
- 1872. "Über die Gattung Lycastis und ein par neue Arten derselben". Jahres-Bericht Schleis. Gesell. 49:47–48.